# Wandarang
Wandarang är ett utdött australiskt språk. Wandarang talades i Nordterritoriet. Wandarang tillhörde de gunwingguanska språken.